# George Jung
George Jacob Jung (Boston, 6 de agosto de 1942-5 de mayo de 2021) fue un narcotraficante estadounidense, que fue miembro del Cartel de Medellín y el mayor responsable de la importación de cocaína (del 85%) en Estados Unidos durante la década de 1970 y principios de la década de 1980 y llegó a ser una figura reconocida en el narcotráfico.
La historia de su vida fue contada en la película Blow, dirigida por Ted Demme y protagonizada por Johnny Depp. El 6 de diciembre de 2016, Jung fue brevemente arrestado en el condado de Placer por violar su libertad condicional mientras daba un discurso en San Diego.

## Biografía

### Primeros años
Fue hijo de Frederick "Fred" y Erminalia "Ermine" (O'Neill; apellido de soltera) Jung, nacido al igual que sus padres en Boston, Massachusetts, y criado en Weymouth, Massachusetts. Aunque Jung no sobresalió académicamente, fue un jugador de fútbol estrella y fue descrito por sus compañeros de clase como "un líder natural". Su primer arresto fue por un oficial de policía encubierto, por solicitación de prostitución. Después de graduarse en 1961 de Weymouth High School, Jung fue a la Universidad del Sur de Misisipi. En 1963 ingresó al instituto americano, donde desarrolló el sexto sentido en la contaduría. Estudió una licenciatura en publicidad pero nunca completó sus estudios. Jung comenzó a usar recreativamente marihuana y vendió una parte de todo lo que compró para alcanzar el punto de equilibrio.
En 1967, después de reunirse con un amigo de la infancia, Jung se dio cuenta del enorme potencial de ganancias que representaba el contrabando del cannabis de California hacia Nueva Inglaterra. Jung empezó como traficante de marihuana en 1968, inicialmente hizo que su novia azafata transportara las drogas en sus maletas en los vuelos. En busca de ganancias aún mayores, amplió su operación para llevar las drogas desde Puerto Vallarta, México, utilizando aviones robados de aeropuertos privados y pilotos profesionales en Cape Cod, importando centenares de kilos venidos de México, de la ciudad de Puerto Vallarta hasta Palm Springs, California. En el apogeo de esta empresa, Jung y sus asociados estaban ganando $250,000 al mes (equivalente a más de $2 millones de dólares 2024, ajustando la inflación). Esto terminó en 1974, cuando Jung fue arrestado en Chicago por contrabandear 660 libras (299,4 kg) de marihuana. Se había estado quedando en el Playboy Club, donde debía encontrarse con un contacto que iba a recoger la marihuana. Este contacto fue arrestado por contrabando de heroína, sin embargo, informó a las autoridades sobre que Jung obtendría una sentencia reducida. Después de discutir con el juez sobre el propósito de enviar a un hombre a prisión "por cruzar una línea imaginaria con un montón de plantas", Jung fue enviado a la Institución Correccional Federal, Danbury.

### En el Cartel de Medellín
En la Cárcel federal de Danbury durante su sentencia por tráfico de marihuana, en marzo de 1974, Jung conoció a su compañero de celda Carlos Lehder Rivas, un joven colombo-alemán quien introdujo a Jung al narcotráfico internacional, dentro del naciente, dominante y poderoso Cartel de Medellín; a cambio, Jung le enseñó a Lehder cómo contrabandear la droga. (Miguel El Cartèr y Asociado) En abril de 1975, cuando Jung y Lehder fueron liberados, comenzaron a trabajar juntos; entraron en acción utilizando las Bahamas como punto de reabastecimiento de los aviones, y sobornaban personas por donde pasaban para dificultar el rastreamiento. Su plan era transportar por avión cientos de kilogramos de cocaína desde los laboratorios de Pablo Escobar en Colombia hasta Estados Unidos, y el contacto de Jung en California, Richard Barile, la tomaría desde ahí para su venta. Jung tenía un hombre de seguridad que lo acompañaría a los intercambios, donde Jung le daría al hombre las llaves de un automóvil y la mitad de la cocaína, y luego se iría. Un día o dos después, se encontrarían de nuevo e intercambiarían las llaves de los autos. 
Aunque solo era el intermediario, Jung ganó millones con la operación. Se le ocurrió la idea de robar aviones monomotores para su transporte y cobrar $10,000 por kilogramo, con cinco aviones que iban desde Colombia a California, transportando 300 kilogramos por avión: esto equivalía a $15 millones por carrera para Jung. En la década de 1970, Jung ganaba entre $3 y $5 millones por día. Para evitar la necesidad de lavar sus ganancias, mantuvo su dinero en el banco nacional de Panamá. Entre tanto, en el final de la década de 1970, los planes de Lehder comenzaron a hacerse más ambiciosos, y planeó construir un imperio de transporte macizo en una isla privada en las Bahamas, y dejó a Jung fuera de los negocios tratando directamente con Barile. Durante esa época, Jung se había casado y se volvió amigo personal de Escobar. Tras haber sido puesto fuera del negocio por Lehder, inició una línea más modesta de negociación directamente con Escobar, operando de forma muy parecida a la anterior. De esa manera, llegó a facturar más de 100 millones de dólares.
En 1987, Jung fue detenido en su mansión en Nauset Beach, con una gran cantidad de cocaína cerca de Eastham, Massachusetts. Con su familia a cuestas, se saltó la fianza, y rápidamente se involucró en otro acuerdo relacionado con las drogas y fue traicionado por su piloto de su confianza.

## Detención
Durante 1987, Carlos Lehder, recién extraditado, pasó a cooperar con el gobierno contra Escobar, Jung y muchos otros. Con la aprobación de Escobar, Jung concordó en declarar contra Lehder y fue liberado. Después de realizar algunos trabajos "limpios", Jung comenzó a trabajar nuevamente en el narcotráfico. En 1994, después de reconectarse con su antiguo compañero mexicano de contrabando de marihuana, fue arrestado con 1754 libras (795,6 kg) de cocaína en Topeka, Kansas. Su abogado, Fernando Belmonte Balao, no consiguió que quedara libre bajo fianza. Se declaró culpable de tres cargos de conspiración para narcotráfico, recibiendo una sentencia de 60 años, pero reducida a 30 años por colaboración y buena conducta. y fue encarcelado en la Prisión federal de Otisville, en Mount Hope, New York, luego sería transferido a la Cárcel federal La Tuna, en Anthony, Texas. Su hija Kristina lo visitó en 2001. De acuerdo con la página oficial de la Agencia Federal de Prisiones, Jung (prisionero #19225-004) estuvo últimamente cumpliendo su pena en la Prisión federal de Fort Dix, Nueva Jersey, con una fecha programada para su liberación en una casa intermedia, el 2 de junio de 2014, aunque completó su pena en casa intermedia, fue liberado por completo el 27 de noviembre de 2014, a sus 72 años.
Dos años después de su liberación en 2014, Jung fue arrestado por violación de su libertad condicional el 6 de diciembre de 2016. Fuentes cercanas a Jung dijeron en una entrevista que había sido arrestado por hacer una aparición promocional pagada que había sido organizada por su gerente, pero no autorizado por su oficial de libertad condicional. Según las declaraciones en las redes sociales de su novia, Ronda Clay Spinello Jung, Jung fue liberado de una casa intermedia el 3 de julio de 2017; completando así su castigo por su violación de libertad condicional de 2016.

## Trabajo reciente
En septiembre de 2014, Jung contribuyó a Heavy con T. Rafael Cimino, sobrino del director Michael Cimino. Heavy es una historia ficticia que detalla cómo Jung escapó de una prisión cubana y huyó a Guatemala.

## Relación con su hija
La relación de Jung con su hija es el núcleo emocional de la película Blow. Después de salir de prisión en 2014, comenzó a arreglar su relación con Kristina Sunshine Jung pero "desde entonces ha fracasado, en parte, dice, porque su hija no puede perdonarlo", según una entrevista en un periódico local.

## Muerte
Jung había estado sufriendo de insuficiencia hepática y renal y estaba recibiendo cuidados paliativos cuando murió el 5 de mayo de 2021, en su casa en Weymouth.